# Glückliche Reise – Malediven
Glückliche Reise – Malediven ist ein deutscher Fernsehfilm von Stefan Bartmann. Die Produktion des achten Teils der Fernsehreihe Glückliche Reise erfolgte im Dezember 1991 auf der Malediven-Insel Kurumba. Der Film hatte seine Premiere am 19. Dezember 1992 auf ProSieben.

## Besetzung
Die Flugzeugbesatzung besteht aus Kapitän Viktor Nemetz (Juraj Kukura), seinem Co-Piloten Rolf Erhardt (Volker Brandt) sowie den Stewardessen Verena Bernsdorf (Anja Kruse), Sabine Möhl (Alexa Wiegandt) und Astrid Hauf (Jessica Stockmann). Die Reiseleiter Sylvia Baretti und Armin Jobst werden von Conny Glogger und Amadeus August gegeben. Als Gastdarsteller sind Roswitha Schreiner, Ingrid Steeger, Krystian Martinek und Sigmar Solbach zu sehen. 

## Handlung
Auf der Überfahrt auf die Hotelinsel Kurumba lernen sich die beiden Pärchen Claudia und Hartmut sowie Eva und Martin kennen. Die Herren finden bald Gefallen an der Freundin des anderen und planen einen Partnertausch mit Stelldichein auf einer einsamen Insel. Allerdings sind die Damen davon nicht begeistert und zu ihrer Überraschung treffen sich Hartmut und Martin auf besagter Insel, ohne Damen und ohne Boot.
Stewardess Astrid ist für die verletzte Petra eingesprungen. Mit Kapitän Viktor verträgt sie sich ausgezeichnet und verbringt ihre gesamte Freizeit mit ihm. Sabine, dem Kapitän immer noch sehr zugetan, gerät vor Eifersucht außer sich – bis sich herausstellt, dass Viktor Astrids Onkel ist.
Stewardess Sabine hat auf einem einheimischen Markt einen alten Gebetsteppich erstanden. Das stumme Zimmermädchen Hannah glaubt darin den Teppich ihres verschollenen Vaters zu erkennen und entwendet ihn. Nachforschungen von Sabine und Reiseleiter Armin ergeben, dass Hannah und ihre Eltern vor Jahren einem Bootsunglück zum Opfer fielen. Nur Hannah wurde gerettet und ist seit dem Unglück stumm. Gemeinsam machen sich Sabine, Armin und Hannah auf die Suche nach Hannahs Familie und finden schließlich auf einer anderen Insel des Archipels deren Mutter.